# Dr. J.P. van Praag-prijs
De Van Praagprijs, voorheen de Dr. J.P. van Praag-prijs is een tweejaarlijkse prijs voor een persoon of organisatie die verdienstelijk is geweest op het terrein van de verwerkelijking van de humanistische levensovertuiging of van de humanisering van de samenleving.

## Geschiedenis
De prijs werd in 1969 ingesteld door het Humanistisch Verbond en bestond oorspronkelijk uit een oorkonde en een geldbedrag. De eerste prijs werd in 1969 door het Humanistisch Verbond aangeboden aan de vertrekkende voorzitter en een van de oprichters van het Humanistisch Verbond, Jaap van Praag (1911-1981).
Sinds 2005 bestaat de prijs uit een bronzen beeld van de kunstenaar Sigurdur Gudmundsson. Sinds 2015 wijst de winnaar de kandidaat aan voor de aanmoedigingsprijs en cureert hij of zij het Mag-Het-Licht-Aan-Festival.
Vanaf 1980 waren er twee Jaap van Praag-prijzen: naast de Dr. J.P. van Praag-prijs van het Humanistisch Verbond was er ook een Jaap van Praagprijs van het Hivos.

## Gelauwerden
- 1969 - J.P. van Praag
- 1971 - Amnesty International (afdeling Nederland) voor haar werk voor gewetensgevangenen.
- 1973 - Anton Constandse voor zijn verdienste voor het humanisme in Nederland.
- 1975 - Simon Carmiggelt omdat hij met zijn werk in belangrijke mate heeft bijgedragen tot de humanisering van de menselijke betrekkingen.
- 1977 - Annie Romein-Verschoor omdat haar werk een wezenlijk bijdrage vormt aan de Nederlandse cultuur.
- 1979 - G.A. van Oorschot heeft een boekenfonds opgebouwd dat in vele opzichten humanistisch van signatuur kan worden genoemd.
- 1981 - Piet Spigt voor zijn inzet voor verbreding en verdieping van het humanisme in Nederland.
- 1983 - Hein Roethof voor zijn verdediging en verbreiding van de humanistische waarde van vrije zelfbeschikking.
- 1985 - Hella Haasse is een waardig representant van een rijke humanistische traditie in de Nederlandse letterkunde.
- 1987 - Piet Muntendam (postuum) verdedigde de humanistische waarden van vrijheid en zelfbeschikkingsrecht van de mens. Voorvechter van abortus en vrijwillige euthanasie.
- 1989 - Pierre Janssen vanwege zijn bijdrage aan de beeldende kunst in het museum en op de televisie. Hij heeft laten zien dat beeldende kunst als een intermenselijk fenomeen kan worden beschouwd.
- 1991 - Otto von der Gablentz voor zijn persoonlijke inzet voor het verbeteren van de internationale betrekkingen.
- 1993 - Max van der Stoel voor zijn inzet als hoge commissaris inzake Nationale Minderheden voor de eerbiediging van de menselijke waardigheid en de mensenrechten.
- 1995 - Willem Leonard Brugsma en Tineke Wibaut-Guilonard voor hun inzet voor verbroedering en verzoening, ondanks hun oorlogstrauma's.
- 1997 - Fernando Savater is erin geslaagd om praktische ethiek bij een breed publiek onder de aandacht te brengen.
- 1999 - Abdullahi Ahmed An-Na'im zet zich als moslim in voor verspreiding van humanistische waarden.
- 2002 - Adriaan van der Staay is een belangrijke inspiratie voor het humanisme en de culturele diversiteit in Nederland en ver daarbuiten.
- 2005 - Kees Schuyt
- 2006[1] - Heddy Honigmann, film- en documentairemaakster, omdat zij in haar werk op indringende, vaak ontroerende wijze de overlevingskracht laat zien van mensen in kwetsbare omstandigheden.
- 2007 - Johan Simons, theaterregisseur, de ideale representant van de nog niet al te ingebedde stroming die zoekt naar een nieuwe en maatschappelijker plaatsbepaling van de autonoom geworden mens.
- 2009 - Karin Spaink, schrijfster, columniste; initieert debat, doorbreekt taboes en laat een origineel en kritisch geluid horen over onderwerpen die anderen onbesproken laten.
- 2011 - Pieter Winsemius
- 2013 - Henk Oosterling, filosoof, voor zijn inzet voor een humanere samenleving.
- 2015 - Adelheid Roosen, regisseur,  omdat zij ‘onvermoeibaar vecht voor een wereld waarin medemenselijkheid een nieuwe kans krijgt’.[2]
- 2017 - Typhoon, voor zijn maatschappelijke bijdrage aan menselijke waardigheid.[3]
- 2019 - Sinan Can, documentairemaker, voor zijn moed en onafhankelijke oordeel.[4]
- 2021 - Hedy d’Ancona, sociologe, sociaal geografe, politica en feministe, voor het uitdragen van het humanisme in haar werk en haar aanhoudende en doortastende inzet voor een meer menswaardige en rechtvaardige samenleving.[5]